# Lúky pod Volchovom
Lúky pod Volchovom este o arie protejată (arie specială de conservare — SAC, sit de importanță comunitară — SCI) din Slovacia întinsă pe o suprafață de 78,99 ha, integral pe uscat.

## Localizare
Centrul sitului Lúky pod Volchovom este situat la coordonatele 48°50′35″N 19°53′59″E / 48.843128°N 19.899671°E.

## Înființare
Situl Lúky pod Volchovom a fost declarat sit de importanță comunitară în decembrie 2021.

## Biodiversitate
Situată în ecoregiunea alpină, aria protejată conține 1 habitat natural: Fânețe de joasă altitudine (Alopecurus pratensis, Sanguisorba officinalis).
La baza desemnării sitului se află un număr nedeclarat de specii protejate.